# Koellensteinia ionoptera
Koellensteinia ionoptera là một loài thực vật có hoa trong họ Lan. Loài này được Linden & Rchb.f. mô tả khoa học đầu tiên năm 1871.